# Otto Pius Hippius

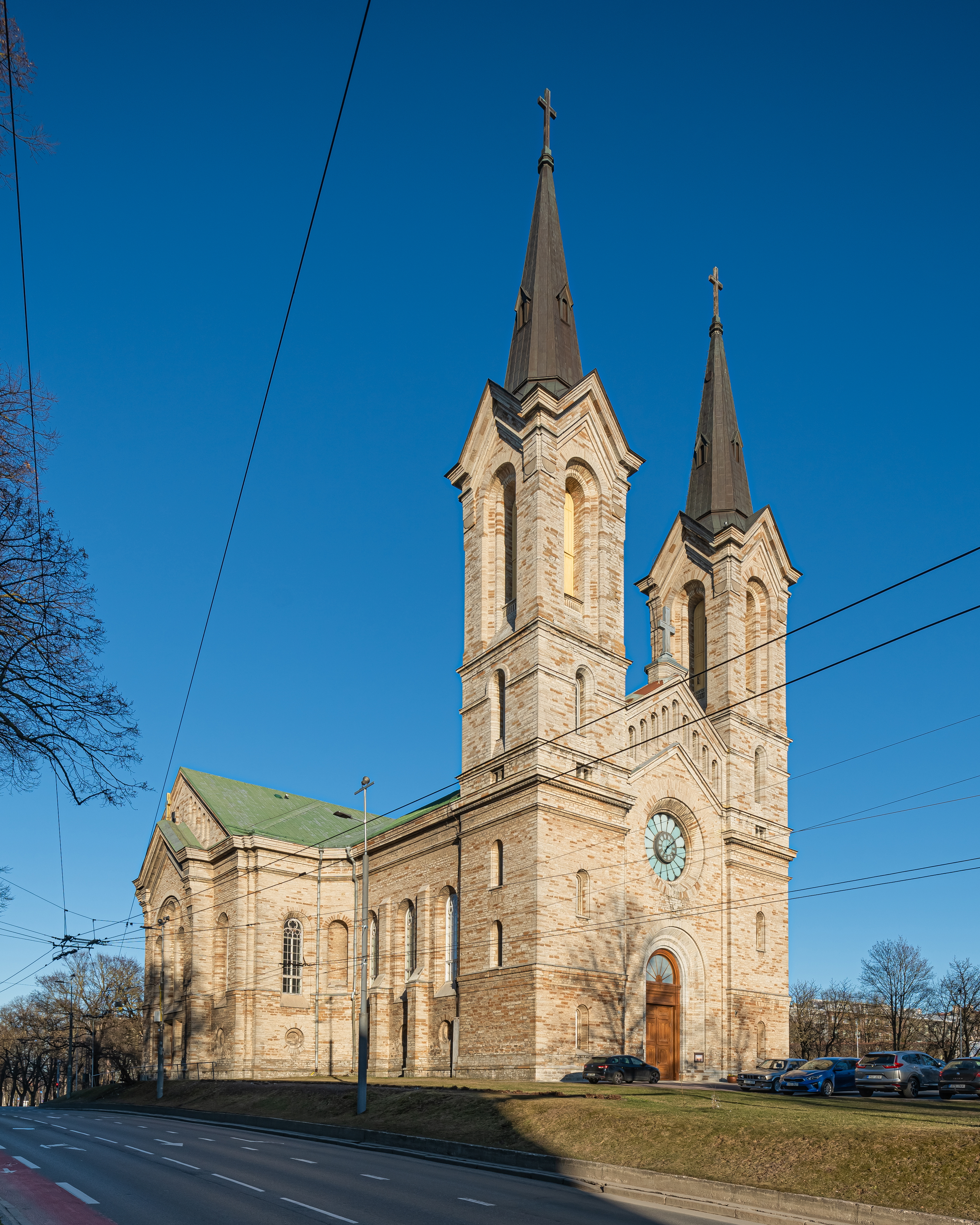
Die Karlskirche in der estnischen Hauptstadt Tallinn

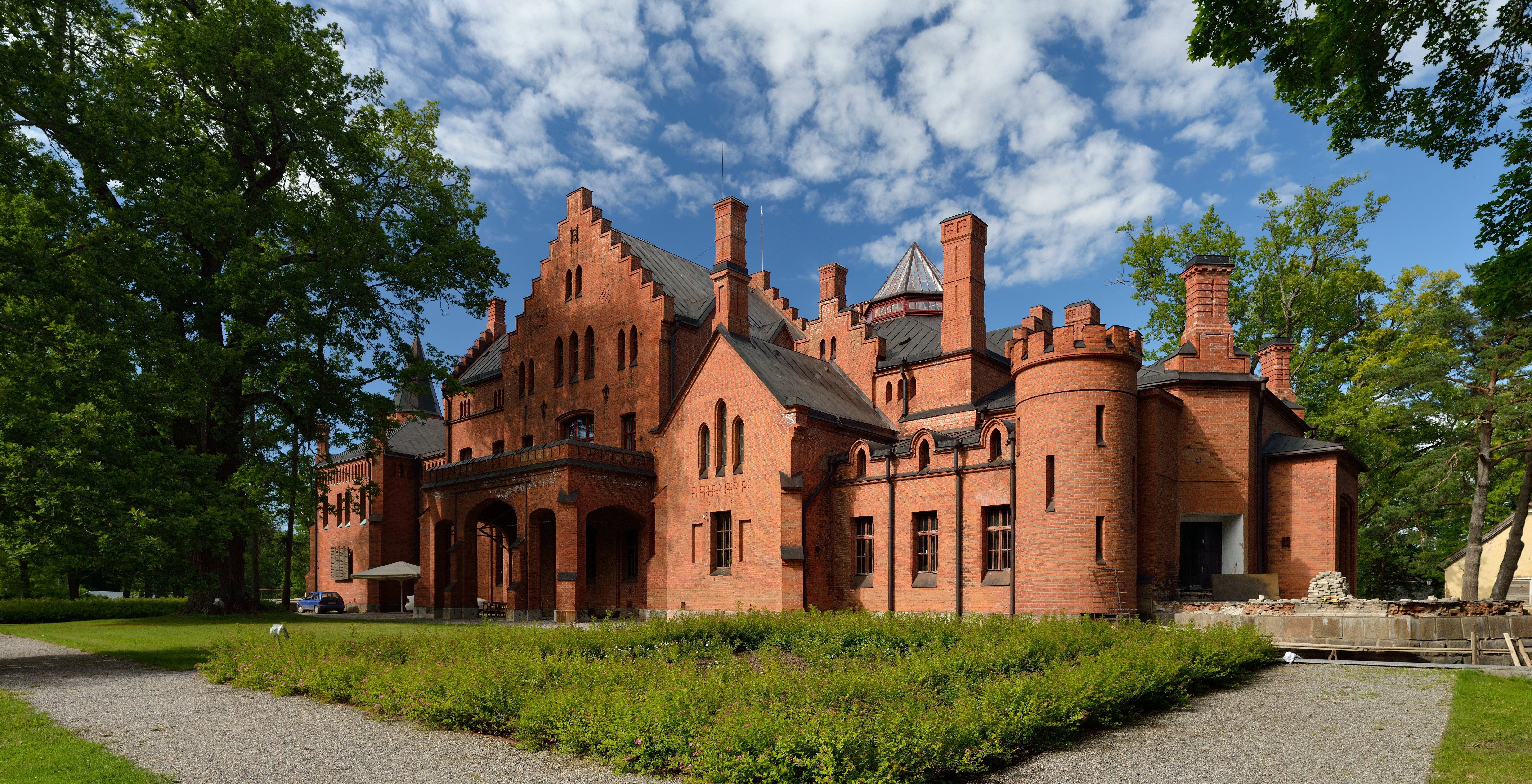
Das Schloss von Sangaste in Südestland

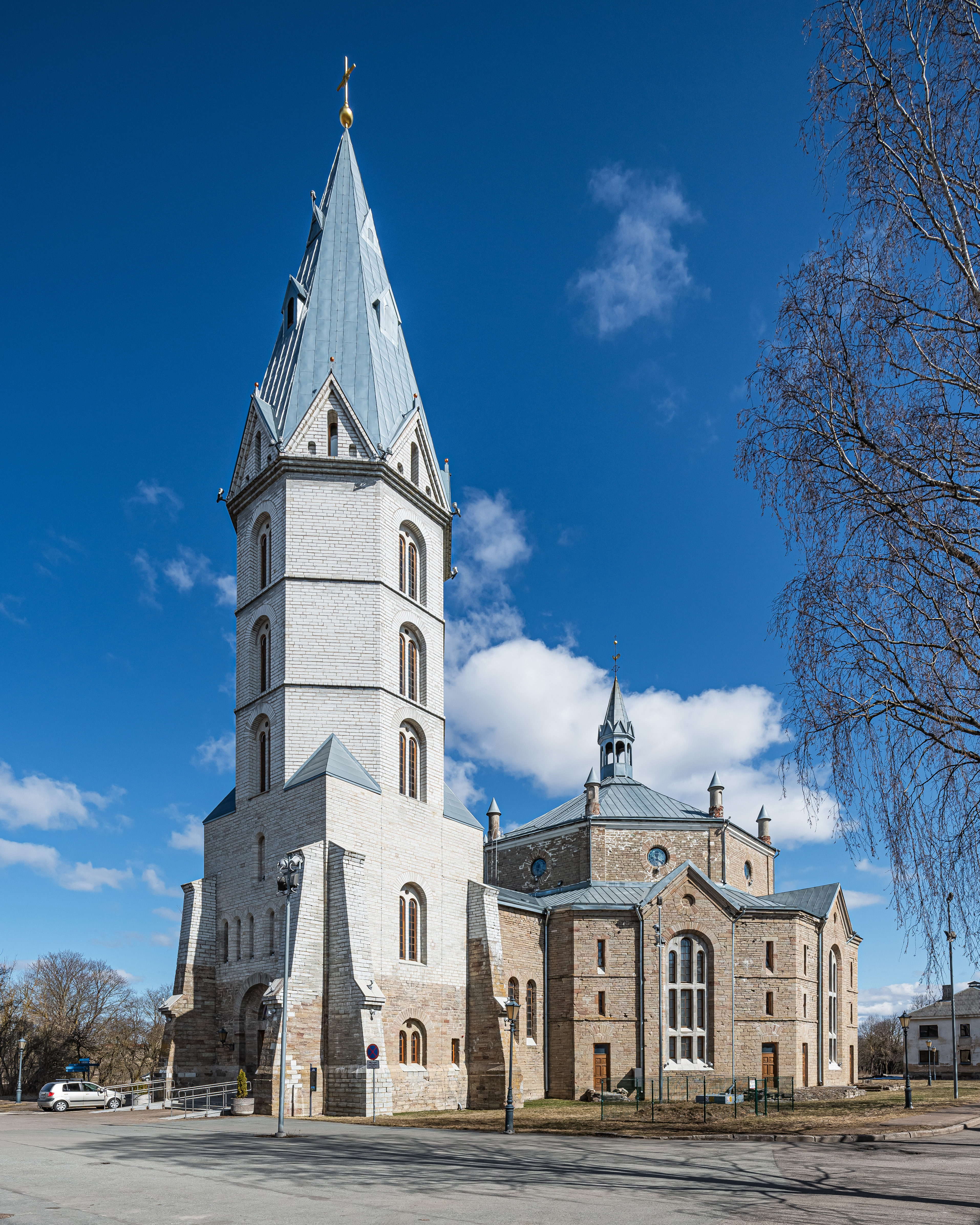
Die Alexanderkirche von Narva

Otto Pius Hippius (* 5. Maijul. / 17. Mai 1826greg. in Sankt Petersburg; † 29. Augustjul. / 10. September 1883greg. in Kabolowka bei Pargolowo bei Sankt Petersburg) war ein deutschbaltischer Architekt.

## Leben und Werk
Otto Pius Hippius wurde als Sohn des deutschbaltischen Malers und Lithografen Gustav Adolf Hippius (1792–1856) geboren. Gustav Hippius’ Vater Thomas Hippius (1762–1819) entstammte theologischen Kreisen und war Pastor im estnischen Nissi; Otto Pius Hippius’ Urgroßvater mütterlicherseits war der Herrnhuter Michael Ignatius (1713–1777).
Otto Pius Hippius wurde früh von seinem Vater künstlerisch unterrichtet. Er ging zunächst zur Ausbildung nach Deutschland. 1849 schloss er das Polytechnikum im badischen Karlsruhe ab. Von 1849 bis 1851 studierte er an der Kaiserlichen Kunstakademie in der russischen Hauptstadt Sankt Petersburg. Anschließend war er in Sankt Petersburg als Architekt und Pädagoge an verschiedenen Kunstschulen tätig.
1864 wurde Hippius in die Russische Akademie der Wissenschaften aufgenommen. Ab 1879 trug er den Titel eines Professors.

## Architektonische Arbeiten
Zu seinen bekanntesten architektonischen Arbeiten gehören
- die neuromanische Karlskirche in der estnischen Hauptstadt Tallinn (1862–1870, gemeinsam mit dem deutschbaltischen Ingenieur Rudolf von Bernhard[1])
- das Schloss im südestnischen Sangaste (1879–1883)
- die neugotische Alexanderkirche zu Narva (1881–1884)

Daneben zeichnete Hippius für Bauwerke in Sankt Petersburg (Hauptgebäude des evangelischen Krankenhauses, Produktionshalle der Gasfabrik, Wohnhaus für Beamte des Kriegsministeriums) und im Kaukasus verantwortlich. In Aserbaidschan baute Hippius eine armenische Kirche.
1867 nahm er an der Ausschreibung für den Berliner Dom teil. Bekannt wurde in diesem Zusammenhang auch Hippius’ 22-seitige Schrift „Darf der Dom von Berlin ein Kuppelbau sein?“, die 1871 in der Buchdruckerei der Kaiserlichen Akademie der Wissenschaften in Sankt Petersburg erschien.

## Privatleben
Otto Pius Hippius war mit der Deutschbaltin Emma Karoline Charlotte Schmidt (1839–1924) verheiratet.